# Viltotești, Vaslui
Viltotești este un sat în comuna Viișoara din județul Vaslui, Moldova, România. Se află în partea de est a județului, în Dealurile Fălciului, pe valea râului Văleni (Făgădău), între dealurile Hingiul si Piscul Uliului.
La recensământul din 2002 avea o populație de 278 locuitori, grupați în 118 gospodării. Suprafața intravilanului este de 55,33 ha. Biserica din sat construită din vălătuci  are hramul "Sf. Nicolae" și este datată 1751. Prima școală din localitate a fost înființată în anul 1865.

## Istoric

### Secolul XV
Satul Viltotești este o veche așezare de răzeși, atestată încă din secolul al XV-lea.
În 1463 Ștefan voevod emite un ispisoc întăritor unui Petre Viltoteanul pe Viltotești, lângă Băsești.
Într-un extras din hrisovul lui Ioniță Sandu Sturdza din 22 iunie 1824 în pricina dintre Ioniță Anton Ciolpan, ce țin de Viltoteștiși între stolnic Ieremia Giușcă, stăpân pe Cîrpești gasim însemnările "... în care se arată și un ispisoc din 6971 (1463), de la Ștefan voevod, întăritor unui Petre Viltoteanul pe Viltotești, lîngă Băsești "

### Secolul XIX
Într-un extras din hrisovul lui I. Sandu Sturza din 22 iunie 1824 în pricina dintre Ioniță Anton Ciolpan, ce țin de Viltoteștiși între stolnic Ieremia Giușcă, stăpân pe Cîrpești gasim însemnările "...hrisov pre acel loc, care ar fi din a stânga Prutului, punînd înainte și hotărârea domnului Scarlat Calimachi voevod cuprinsă în hrisovul din 1819 april 28, se face pe Viltotești osebit hotar".

## Personalități locale
- Petre Viltoteanul boier
- Ioniță Anton Ciolpan boier